# سی شوناگون
سی شوناگون ((به ژاپنی: 清少納言 Sei Shōnagon)؛ زاده ۹۶۶ – درگذشته ۱۰۱۷) شاعر اهل ژاپن بود.

## نگارخانه